# Odpoved jeter
Odpoved jeter pomeni prenehanje funkcije jeter zaradi obsežne bolezenske okvare jetrnega tkiva. Posledično sta okrnjeni tako sintezna kot presnovna funkcija jeter. Ločimo akutno in kronično odpoved jeter. V zadnjem času vse bolj priznavajo tretjo vrsto jetrne odpovedi, akutno poslabšanje kronične jetrne odpovedi oziroma akutno na kronično jetrno odpoved (ACLF, angl. acute-on-chronic liver failure).

## Akutna odpoved jeter
Akutna odpoved jeter pomeni hitro potekajočo jetrnocelično dsfunkcijo, ki se kaže zlasti s koagulopatijo (motnjo strjevanja krvi) in spremenjenim duševnim statusom (tako imenovana jetrna encefalopatija), in sicer pri bolniku brez znane predhodne jetrne bolezni.:1557
Klinično je akutna jetrna odpoved definirana kot pojav koagulopatije, zlatenice in klinično izražene hepatične encefalopatije, do česar pride pri bolniku brez predhodne prizadetosti jeter v obdobju nekaj dni do tednov. Pri tem časovna komponenta ni enoznačno opredeljena in obstaja več različnih razvrstitev podtipov akutne jetrne odpovedi glede na čas nastopa jetrne odpovedi od pojava prvih simptomov jetrne okvare. Po eni od opredelitev govorimo o akutni jetrni odpovedi, če nastopi v obdobju 26 tednov od prvih jetrnih simptomov, in jo dalje delimo na fulminatno jetrno odpoved, če se zgodi v 8 tednih, in subfulminantno, če nastopi v roku 8 do 26 tednov. Druga opredelitev govori o hiperakutni (pojav v prvih 7 dneh od prvih simptomov), akutni (nastopi 7 do 28 dni po prvih simptomih) ali subakutni jetrni odpovedi (nastopi po 28 dneh, a največ po 24 tednih).:1557 Diagnoza temelji na telesnem pregledu, laboratorijskih izvidih, anamnezi.:1557

## Kronična jetrna odpoved
Kronična jetrna odpoved je ponavadi povezana z jetrno cirozo, ki pa lahko ima različne vzroke, kot so prekomerno uživanje alkohola, okužba s hepatitisom B ali C, avtoimunska bolezen ali dedni in presnovni vzroki (na primer kopičenje železa ali bakra v jetrnih celicah), steatohepatitis ter nealkoholna maščobna bolezen jeter. Pri vseh je mehanizem enak; zaradi poškodbe jetrnih celic pride do procesa brazgotinjenja (fibroze) in postopnim spremeninjanjem zgradbe jetrnega parenhima. Glavna posledica je sprememba v jetrnem krvnem pretoku: poveča se upor v venskem obtoku in nastane portalna hipertenzija s posledičnimi zapleti.

## Akutna na kronično jetrna odpoved
Za akutno na kronično jetrno odpoved gre, kadar se hitro napredujoča odpoved jeter razvije pri bolniku z že prisotno kronično jetrno boleznijo. Do poslabšanja jetrne bolezni lahko pride iz različnih vzrokov, na primer zaradi zlorabe alkohola ali okužbe jeter. Bolniki z akutno na kronično jetrno boleznijo so lahko v kritičnem stanju in potrebujejo oskrbo na oddelku za intenzivno zdravljenje. Lahko je potrebna tudi presaditev jeter. Kljub zdravljenju je smrtnost okoli 50-odstotna.